# Nhạc Celtic
Âm nhạc Celtic là một nhóm lớn các thể loại âm nhạc mà phát triển trong số các âm nhạc truyền thống dân gian của người Celtic ở Tây Âu. Khái niệm này đề cập đến cả âm nhạc truyền miệng và bằng văn bản.
Âm nhạc Celtic có 2 ý nghĩa chính. Thứ nhất là âm nhạc của các dân tộc tự xưng là người Celt. Thứ hai, nó đề cập đến bất cứ phẩm chất nào có liên quan duy nhất đến âm nhạc của người Celtic.
Thông thường, âm nhạc Celtic ám chỉ âm nhạc của Ireland và Scotland. Âm nhạc của xứ Wales, Cornwall, Isle of Man, Brittany, Galicia, Cantabria và Asturias (Tây Ban Nha) và Bồ Đào Nha cũng được coi là âm nhạc Celtic.